# Juan Manuel de Prada
Juan Manuel de Prada Blanco (Baracaldo, Vizcaya, 8 de diciembre de 1970)  es un escritor, filólogo, crítico literario, crítico cinematográfico y articulista español. En su trayectoria de tres décadas cabe reconocer un giro progresivo de la estética a la política.

## Biografía

### Primeros años
Bautizado en la localidad vizcaína de Baracaldo como Juan Manuel de Prada Blanco, pasó su infancia y juventud en Zamora, la tierra de origen de sus padres, donde estos volvieron cuando el futuro escritor era muy niño. Sus padres son Pedro de Prada Casas (Arquillinos, 20 de agosto de 1946) y María del Tránsito Blanco Casado.

### Formación
A los dieciséis años escribe su primer relato, El diablo de los destellos de nácar. En ese periodo completó la traducción de algunas novelas de estética pulp. Cursó estudios de Derecho en la Universidad de Salamanca, donde obtuvo la licenciatura en Derecho, aunque nunca llegó a ejercer como abogado.
El día 23 de febrero de 2022 defendió su tesis doctoral titulada El derecho a soñar: vida y obra de Ana María Martínez Sagi en la Facultad de Filología de la Universidad Complutense de Madrid, obteniendo el doctorado en Filología hispánica. La tesis, que obtuvo un sobresaliente, estuvo dirigida por Gonzalo Santonja y Jaime Olmedo.

### Como escritor
En su juventud contó con la amistad y el favor literario de Francisco Umbral —de quien acabaría por distanciarse—, Camilo José Cela y Pere Gimferrer. En su madurez, reconoce su mayor influencia en el difunto autor argentino Leonardo Castellani. Otros de sus amigos literarios son Luis Alberto de Cuenca, José Luis Garci, Gonzalo Santonja y Rafael Reig.
Su primera obra relevante fue Coños (1994), siguiendo el modelo de Senos, de Gómez de la Serna.
Al año siguiente, De Prada publicó El silencio del patinador, colección de doce relatos breves coincidentes en el uso de la primera persona narrativa; el último de ellos sería el germen de su primera novela, Las máscaras del héroe (1996), que recrea la bohemia literaria española desde comienzos del siglo XX hasta la guerra civil, y toma como referentes documentales obras como La novela de un literato, de Rafael Cansinos Assens, y la Automoribundia de Ramón Gómez de la Serna. Desfila por sus páginas la nómina casi completa de los escritores españoles del período anterior a la guerra civil. Con ella Juan Manuel de Prada obtuvo gran acogida crítica en Francia: «Un nuevo Grande de España» (Frédéric Vitoux, Le Nouvel Observateur).  Arturo Pérez-Reverte dijo sobre Las máscaras del héroe que era «tal vez la mejor novela española de los últimos veinte años». También lo elogió en el artículo «Un novelista de pata negra», publicado en la revista XLSemanal. Esta novela fue elegida entre las 100 mejores novelas en español del siglo XX por el diario El Mundo.
Su segunda novela, La tempestad (1997), de trama detectivesca, fue galardonada con el Premio Planeta, que llegó a ser adaptada al cine en una versión rechazada por el autor. En 1998, la revista The New Yorker lo seleccionó como uno de los seis escritores menores de treinta y cinco años más importantes de Europa, junto a los alemanes Marcel Beyer e Ingo Schulze, la francesa Marie Darrieussecq, el británico Lawrence Norfolk y el ruso Víktor Pelevin.
Escribe luego la novela Las esquinas del aire, sobre la figura de Ana María Martínez Sagi, y la colección de ensayos Desgarrados y excéntricos (trata sobre Armando Buscarini, Pedro Luis de Gálvez, Fernando Villegas Estrada, Mario Arnold, Nicasio Pajares, Iván de Nogales, Xavier Bóveda, Gonzalo Seijas, Pedro Boluda, Pedro Barrantes, Vicente Massot, Eliodoro Puche, Daja-Tarto y Margarita de Pedroso) que junto con Las máscaras del héroe forma su «trilogía del fracaso». De 2003 es La vida invisible, que obtuvo el Premio Primavera de Novela y el Nacional de Narrativa; y de 2007 El séptimo velo, Premio Biblioteca Breve.
En 2009 publicó La nueva tiranía, colección de artículos contra el «Matrix progre», y un año después Nadando contra corriente, recopilación de artículos sobre la literatura y cine. En 2012 apareció Me hallará la muerte, finalista del Premio de la Crítica de Castilla y León al año siguiente. En 2014 publicó Morir bajo tu cielo, a partir de un guion para cine malogrado, que iba a dirigir José Luis Garci, De 2015 es Dinero, demogresca y otros podemonios. En 2016 y 2019 publica Mirlo blanco, cisne negro y Lucía en la noche respectivamente, ambos publicados en la Editorial Espasa.
En 2016 publica la novela Mirlo blanco, cisne negro, un ajuste de cuentas con el mundo editorial y consigo mismo, de carácter en parte autobiográfico.
En otoño de 2020 publica una recopilación de las columnas que realiza este año en el Diario ABC relacionadas con la crisis del coronavirus: Cartas del sobrino a su diablo, publicada en «Homo Legens», en las que establece una clara referencia con la obra Cartas del diablo a su sobrino de C. S. Lewis.
Le fue concedido el Premio Castilla y León de las Letras correspondiente a 2021 por unanimidad del jurado, compuesto por los profesores universitarios Asunción Escribano (catedrática de Lengua y Literatura Españolas de la Universidad Pontificia de Salamanca), Carmen Morán (profesora de Literatura Española de la Universidad de Valladolid) y Pedro Ojeda (profesor de Literatura Española de la Universidad de Burgos); el escritor Antonio Piedra; el crítico literario Alfonso García y Carlos Travesí, secretario. El jurado lo justificó por su amplia obra, su dominio del lenguaje y su proyección nacional e internacional y por su faceta metaliteraria, muy posmoderna, tanto en la relectura de las vanguardias, como en el reciclaje de diversos materiales literarios.
Ese mismo año publica Una biblioteca en el oasis, una recopilación de reseñas sobre literatura cristiana en la que aparecen obras de autores como Cervantes, G.K. Chesterton, Leonardo Castellani, Hilaire Belloc, Georges Bernanos, Léon Bloy, Ernest Hello, Gustave Thibon, Graham Greene, Robert Hugh Benson, Enrique Álvarez, Pablo d'Ors, Flannery O'Connor, Shūsaku Endō, Giovanni Papini, John Henry Newman o Fabrice Hadjadj.
En 2023 publica Raros como yo, reseñas de escritores injustamente olvidados y/o malditos como Rafael García Serrano, Carolina Nabuco, Juan Antonio de Zunzunegui, Concha Espina, Concha Alós, Adares, Elisabeth Mulder, Pedro Roca, Félix Minaya, Diego San José de la Torre, Rafael Alberto Arrieta, Jacinto Miquelarena, Manuel D. Benavides, Fortunio Bonanova, Silverio Lanza, Alejandro Sawa, António Ferro, Felisberto Hernández, John Franklin Bardin, J.J. Bermúdez Olivares, María Luz Morales, Irene Polo, Carme Guasch o Llucieta Canyà.

### Estilo
Respecto a su estilo, éste es barroco, con una influencia del tremendismo. No obstante, este tremendismo desparece en su novela «Mirlo blanco, cisne negro». 

### Como periodista
En Penúltimas resistencias se publicaron las entrevistas que realizó 1996 y 1999 a varios escritores españoles: Camilo José Cela, Buero Vallejo, Fernando Fernán Gómez, Francisco Ynduráin, Adares, Pérez-Reverte, Ana María Matute, Francisco Rico, Luis Alberto de Cuenca, Antonio Muñoz Molina, Francisco Nieva, Luis María Anson y Pere Gimferrer, y al portugués José Saramago. Ha colaborado o colabora en El Mundo, ABC y la revista XLSemanal titulada Animales de compañía.
En radio, actualmente colabora semanalmente en el programa Julia en la Onda, de Julia Otero, en Onda Cero en el «gabinete», donde debate con otros intelectuales sobre temas de actualidad. Desde septiembre de 2021 participa en Hora 25, de la Cadena SER como contertulio. En septiembre de 2009 se incorporó a la cadena COPE como colaborador en La mañana, de Nacho Villa, La tarde con Cristina, de Cristina López Schlichting, en calidad de contertulio, y La Linterna, de Juan Pablo Colmenarejo.
Desde septiembre de 2010 hasta junio del 2013 dirigió y presentó en Intereconomía Televisión el programa de debate cultural Lágrimas en la lluvia.
Ha participado a menudo como tertuliano en el programa televisivo ¡Qué grande es el cine!, dirigido por José Luis Garci, con quien realizó un cameo en la película Historia de un beso interpretando a un periodista pedante, y ha recogido en el libro Lágrimas en la lluvia algunas de sus opiniones sobre literatura y cine. También ha participado en el programa radiofónico Campoy en su punto, de Punto Radio, y ha colaborado en los programas La actualidad en 2D, de La Sexta; Espejo público, de Antena 3; Madrid opina, de Telemadrid y en el programa de Intereconomía TV El gato al agua, dirigido por Antonio Jiménez.[cita requerida]

## Pensamiento
Es muy crítico con el liberalismo y la alienación del individuo en el contexto del posmodernismo y el capitalismo, en una línea distributista de pensamiento socioeconómico que lo atrae. Reivindica la Edad Media, negando que esta fuese una era oscura. Se opone a la modernidad, al capitalismo y al puritanismo. Sobre el puritanismo ha dicho:

Nuestro mundo es hipócrita y puritano. El puritanismo es una degeneración de la hipocresía que primero se finge virtuoso y, cuando se da cuenta de que la virtud absoluta es imposible, intenta convertir sus vicios en virtudes, de tal manera que se niega absolutamente nuestra debilidad y se convierte en fortaleza. La posición católica es mucho más realista con la realidad humana: se acepta que es débil pero se señala esa debilidad.

Equipara capitalismo a comunismo y afirma que el segundo tiene su origen en el primero. Sostiene que Rousseau es el padre de la ingeniería social mientras que ha elogiado a Alexis de Tocqueville. También ha criticado a Descartes, Adam Smith, David Ricardo, Stuart Mill, Maquiavelo, Hegel y Nietzsche. Sostiene que «el progresismo, a la postre, no es otra cosa sino una expresión devaluada del Espíritu del Mundo hegeliano». También afirma que el liberalismo económico es «una de las ideas más nefastas de la historia de la humanidad». Afirma que el liberalismo crea las condiciones sociales, económicas y morales óptimas para el triunfo de la izquierda socialista y el comunismo. Entiende que los males que la derecha achaca al comunismo son en verdad ocasionados por el capitalismo. Sostiene que el papa Francisco defiende la ortodoxia económica de la Iglesia.
Licenciado en Derecho, es un detractor del positivismo. Influenciado por Aristóteles, considera que el conservadurismo y el progresismo comparten una visión errónea de la naturaleza humana: la liberal. Se ha opuesto al Plan Bolonia. Ha afirmado que «la mentalidad católica está tan a la defensiva que ha dejado de entender el sentido del arte», «mostrar hoy el pecado resulta escandaloso» «el artista ha de mostrar cómo la Gracia actúa en territorio del demonio» y que «en un cine auténticamente católico, el mal debe resultar atractivo. Si no, es puro buenismo». Está de acuerdo con Leonardo Castellani en que Baudelaire fue el más grande poeta católico del siglo XIX.
Se opone al fariseísmo:

Es la incapacidad para aceptar que Dios perdona nuestras faltas, erigiéndonos en los puros que no podemos caer en ellas. Es la incapacidad para aceptar la conversión del pecador, la posibilidad del hombre nuevo, y pretender que, si alguien ha caído en el pasado, se le debe seguir restregando siempre por los morros (los fariseos nunca habrían admitido la santidad de María Magdalena o Agustín de Hipona). Y fariseísmo es no admitir que Dios puede actuar a través de nosotros, pecadores, que lo que hacen los pecadores lo puede sanar Dios con su gracia; y que Dios puede servirse de pecadores para desarrollar su obra de salvación.

Rechaza el mito del Progreso y es un detractor de la Revolución francesa. Sostiene que esta:

...habría sido inconcebible sin la existencia previa de la monarquía absoluta, que había privado al pueblo de sus defensas naturales. Tocqueville enseguida avizoró que el nuevo orden revolucionario desembocaba en la reconstrucción del Estado del Antiguo Régimen, pero de una forma infinitamente más autoritaria y centralizada.

Ha elogiado las encíclicas papales Rerum novarum de León XIII y Quadragesimo anno de Pío XI. Defiende la justicia social, a la que atribuye un origen en el concepto de justicia distributiva de Aristóteles. Entiende que la justicia social no es un concepto de izquierdas sino un concepto cristiano.
Juan Manuel de Prada, que es un católico devoto, se adhiere firmemente al tradicionalismo (al que se refiere como "pensamiento tradicional") y es partidario de la monarquía tradicional. Desde hace unos años ha colaborado con frecuencia en iniciativas académicas e intelectuales con los catedráticos Miguel Ayuso Torres y José Miguel Gambra Gutiérrez, con quienes mantiene una estrecha relación de amistad.

## Obras

### Relato breve
- Un mundo especular y otros relatos. Valencia, 1991. Contiene 4 relatos: Un mundo especular, Elogio de la quietud, Ojos de gacela, y Pecados íntimos
- Una temporada en Melchinar, Agrupación Madrileña de Arte, 1994
- Coños. Ediciones Virtuales, 1994, en edición no venal; reeditado: Valdemar, 1995
- El silencio del patinador. Valdemar, 1995. Contiene 12 relatos: Las manos de Orlac, Señoritas en sepia, Sangre azul, Las noches galantes, Las noches heroicas, Vísperas de la revolución, Hombres sin alma, El silencio del patinador, Concierto para masonas, La epidemia, El gallito ciego y Gálvez
- Cuentos eróticos, Comunicacion y Publicaciones, 1998

### Novela
- Las máscaras del héroe. Valdemar, 1996; Premio Ojo Crítico de Narrativa de RNE (1997)
- La tempestad. Planeta, 1997; Premio Planeta
- Las esquinas del aire: en busca de Ana María Martínez Sagi. Planeta, 2000
- La vida invisible. Espasa-Calpe, 2003; Premio Primavera, Premio Nacional de Narrativa
- El séptimo velo. Seix-Barral, 2007; Premio Biblioteca Breve
- Me hallará la muerte. Destino, 2012
- Morir bajo tu cielo. Espasa, 2014
- El castillo de diamante. Espasa, 2015. Premio de la Crítica de Castilla y León en 2016.[62]
- Mirlo blanco, cisne negro. Espasa, 2016
- Lucía en la noche. Espasa, 2019
- Mil ojos esconde la noche. 1. La ciudad sin luz. Espasa, 2024
- Mil ojos esconde la noche 2. Cárcel de tinieblas. Espasa, 2025

### Novela gráfica
- Penúltima sangre. Acción Press, S.A., 2006.

### Ensayos y artículos periodísticos
- Publicados en el suplemento XL Semanal (ABC y 22 diarios regionales):
  - Reserva natural. Llibros del Pexe, 1998
  - Animales de compañía. SIAL, 2000
  - La nueva tiranía. El sentido común frente al Matrix progre. Libros Libres, 2009
  - Nadando contra corriente. Buenas Letras, 2010
  - Dinero, demogresca y otros podemonios. Temas de hoy, 2015

### Ensayos sobre literatura
- Desgarrados y excéntricos. Seix Barral, 2001
- Una biblioteca en el oasis. Magnificat, 2021
- El derecho a soñar: vida y obra de Ana María Martínez Sagi. Espasa, 2022.
- Raros como yo. Espasa, 2023.

### Ensayos sobre cine
- Lágrimas en la lluvia: Cine y literatura. Sial, 2010
- Los tesoros de la cripta. Renacimiento, 2018

### Ensayos políticos
- Cartas del sobrino a su diablo. Homo Legens, 2020
- Una enmienda a la totalidad: el pensamiento tradicional frente a las ideologías modernas. Homo Legens, 2021.

### Obra académica
- El derecho a soñar: vida y obra de Ana María Martínez Sagi. Tesis Doctoral. Facultad de Filología. Universidad Complutense de Madrid, 2022.

### Entrevistas
- Penúltimas resistencias. Xordica, 2009

### Ediciones
- 1994 — Cancionero del arroyo. Gobierno de La Rioja.
- 1996 — Armando Buscarini o el arte de pasar hambre. AMG Editor. Premio Café Bretón.
- 1996 — Mis memorias. AMG Editor.
- 2010 — Pluma en ristre, antología de textos de Leonardo Castellani, LibrosLibres.
- 2018 — Sinfonía en rojo, antología con textos de Elisabeth Mulder. Fundación Santander.

## Premios y distinciones
- Premio Café Bretón 1995 por Armando Buscarini o el arte de pasar hambre
- Premio Ojo Crítico de Narrativa 1997 (Radio Nacional de España) por Las máscaras del héroe
- Premio Planeta 1997 por La tempestad
- Premio González-Ruano 1999 por el artículo «Un seno kosovar»
- Premio Primavera de Novela 2003 por La vida invisible
- Premio Nacional de Narrativa 2004 por La vida invisible
- Premio Mariano de Cavia 2006 (ABC)[63]
- Premio Biblioteca Breve 2007 por El séptimo velo
- Premio de la Crítica de Castilla y León por El séptimo velo (2008) y por El castillo de diamante (2016).
- Premio Joaquín Romero Murube 2008 (Casa de ABC de Sevilla) por el artículo «Resucitar en Sevilla»
- Premio ABC Cultural & Ámbito Cultural de El Corte Inglés, 2012.
- Premio Castilla y León de las Letras (2021)[17]
- Premio Santiago Castelo (2024)[64]